# Michael Bennett
Michael Bennett DiFiglia (ur. 8 kwietnia 1943, zm. 2 lipca 1987) – amerykański reżyser teatralny, choreograf i tancerz. W swojej karierze otrzymał siedem nagród Tony i trzy Drama Desk Award.

## Życiorys
Urodził się w Buffalo w stanie Nowy Jork jako syn Helen (z domu Ternoff), sekretarki, i Salvatore Josepha DiFiglii, pracownika fabryki. Jego ojciec był pochodzenia włoskiego, a była matka Żydówką. Jako nastolatek uczył się wielu stylów tańca i studiował choreografię. Wystawił kilka przedstawień w lokalnym liceum Bennett High School, od którego nazwy przyjął swoje adoptowane nazwisko. 
Karierę zaczynał jako tancerz w musicalu West Side Story jako Baby John, podczas tras koncertowych po Stanach Zjednoczonych i Europie. W 1961 debiutował na Broadwayu w komedii muzycznej Subways Are for Sleeping z Sydneyem Chaplinem, synem Charliego Chaplina. W listopadzie 1962 Bennett był asystentem choreografa bardzo krótkotrwałego musicalu Nowhere To Go but Up. Spróbował swoich sił jako choreograf z A Joyful Noise (1966), który miał tylko 12 pokazów, a po nim w 1967 Henry, Sweet Henry na podstawie filmu George’a Roya Hilla Świat Henry’ego Orienta (1964) z Peterem Sellersem okazał się kolejną porażką. Stworzył choreografię do broadwayowskich musicali: Promises, Promises (1968), Coco (1969), Company (1970), Follies (1971), A Chorus Line (1975) i Dreamgirls (1981). W 1971 wyreżyserował Twigs z muzyką Stephena Sondheima z udziałem Conrada Baina. W 1976 otrzymał Nagrodę Pulitzera w dziedzinie dramatu za realizację musicalu Chór (A Chorus Line), wystawianej w maju 1975 na off-Broadwayu. Ten musical został wymyślony, wyreżyserowany i współprodukowany przez Bennetta stał się jednym z najdłużej wystawianych musicali w historii teatru na Broadwayu; zdobył dziewięć nagród Tony Award.

## Życie prywatne
Był orientacji biseksualnej. W młodości związany był z Larrym Fullerem, także tancerzem, choreografem i reżyserem. 4 grudnia 1976 poślubił tancerkę Donnę McKechnie, z którą rozwiódł się cztery miesiące później w kwietniu 1977. Innymi partnerami Bennetta byli Gene Pruitt, z którym pozostał w związku aż do momentu własnej śmierci. Był związany z Sabine Cassel (od 1966 do 1980 żona francuskiego aktora Jean-Pierre'a Cassela), którą obiecał poślubić, ale tego nie zrobił. Jego relacje z mężczyznami były mniej nagłośnione, ale obejmowały długie relacje z tancerzami – Scottem Pearsonem, Richardem Christopherem i Gene Pruittem, jego ostatnim kochankiem. 
W ostatnich latach swojego życia Bennett coraz bardziej uzależniał się od narkotyków i alkoholu, a jego praca na tym ucierpiała. Zmarł na chłoniaka związanego z AIDS; miał 44 lata.